# Brookbieke
Die Brookbieke (auch Brockbieke) ist ein 2,4 km langer Bach im Bereich von Lienen im Tecklenburger Land.

## Geographie
Die Brockbieke entspringt auf der Grenze zwischen Nordrhein-Westfalen und Niedersachsen, und damit auch an der Gemeindegrenze zwischen Lienen und Bad Iburg. Der Ursprung liegt etwa 2 km südöstlich von Lienen auf einer Höhe von 78 m ü. NHN. Von hier aus fließt der Bach auf den ersten 700 Flussmeter gerade an der Grenze entlang, bevor sein Lauf abrupt nach Westen abknickt, um auf 71 m ü. NHN mit dem Uffelager Bach zusammenzufließen und damit den Lienener Mühlenbach zu bilden. Das mittlerer Sohlgefälle des Baches beträgt 2,9 ‰.